# Alvark Tokyo
L'Alvark Tokyo (アルバルク東京) è una società cestistica avente sede a Tokyo, in Giappone. Fondata nel 1948, gioca in B.League.

## Storia
L'Alvark Tokyo è una squadra di pallacanestro giapponese fondata a Tokyo nel 1948, con il nome di Toyota Pacers, per iniziativa della multinazionale giapponese Toyota, nascendo come squadra cestistica per gli operai dell'azienda. La squadra partecipa prima, negli anni sessanta, ad alcuni campionati aziendali giapponesi, e poi iniziare a giocare nella Japan League Division 2, seconda divisione di uno dei primi campionati nazionali amatoriali organizzati dalla Federazione cestistica del Giappone, dove rimane per tutti gli anni settanta ed i primi anni ottanta. I Pacers ottennero poi l'accesso alla Japan League Division 1, dove arrivarono al secondo posto sia nella stagione 1987 che nel 1996.
Dopo l'arrivo del professionismo nella pallacanestro del Giappone sul finire degli anni novanta, la squadra nel 2000 cambio il proprio nome in Toyota Alvark, nome nato dall'etimologia araba, Alvark in lingua araba significa "scossa elettrica". Nella stagione 2000-2001, è stata una delle squadra che hanno preso parte alla JBL Super League, primo campionato professionistico in Giappone. Il club vinse il suo primo titolo nel 2002 ed due titoli consecutivi della JBL Super League nel 2006 e nel 2007, diventando così l'ultima squadra a vincere la competizione ed anche quella con più titoli nella lega. 

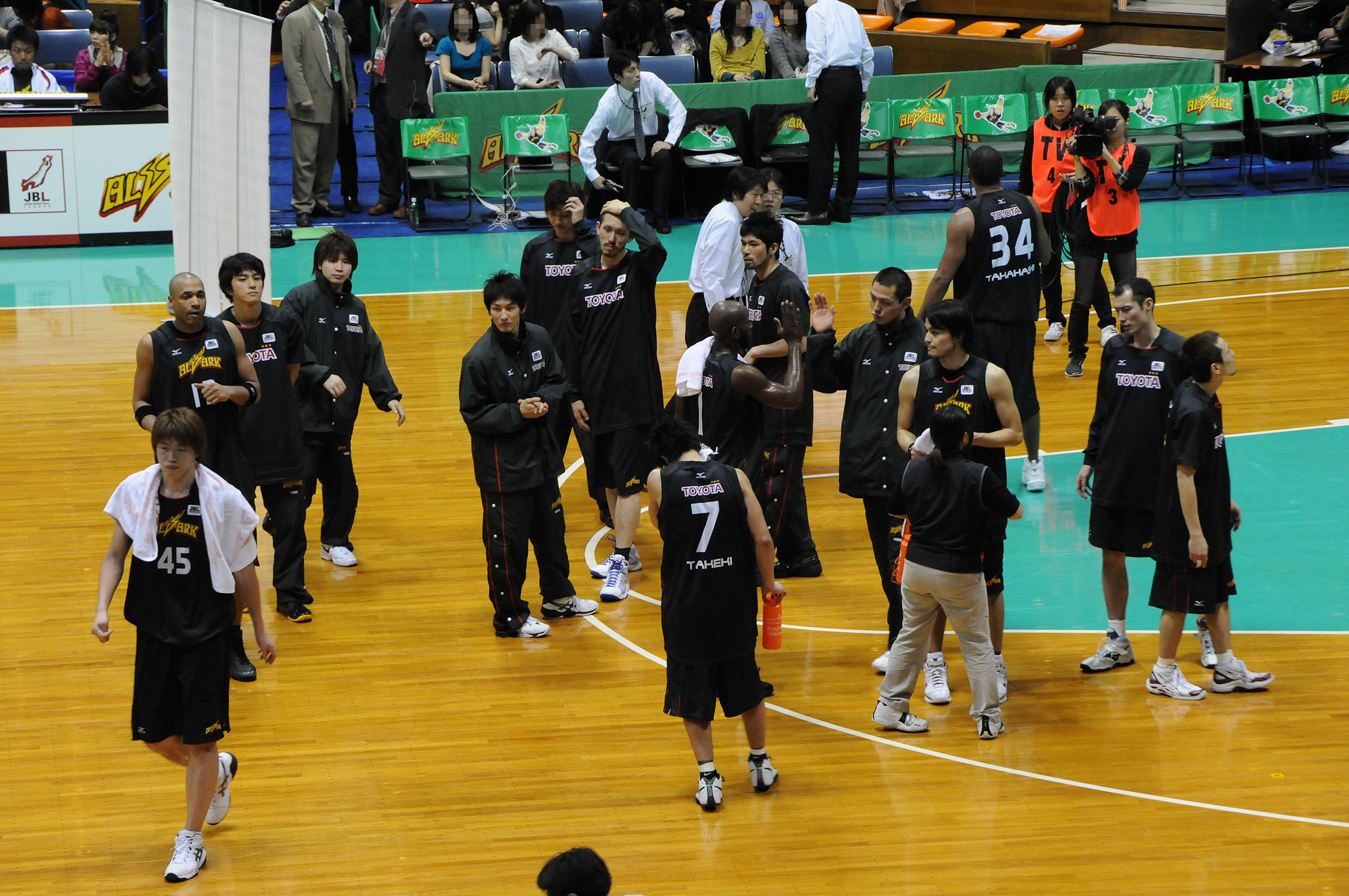
I Toyota Alvark nel 2009

Nella stagione 2007-2008, l'Alvarak si è trasferito nella Japan Basketball League, lega nata per sostituire la JBL Super League, arrivando in finale nella prima stagione, ma uscendo sconfitta per 3-2 nella serie contro i SeaHorses Mikawa. Al termine della stagione 2011-2012 è arrivato il quarto successo per la squadra, in uno dei massimi campionati giapponesi, grazie alla vittoria della Japan Basketball League, dopo ave vinto per 3-1 la serie delle finali contro i SeaHorses Mikawa.
Nel giugno del 2016 venne annunciato che la squadra avrebbe preso parte alla neonata B1 League a partire dalla sua prima edizione che prese il via nell'ottobre 2016. Sempre nel giugno 2016, in vista del nuovo campionato la Toyota e la Mitsui & Co., altra azienda che partecipa alla proprietà della squadra, decisero di fondare la Toyota Alvark Tokyo Corporation, una nuova società di gestione, situata a Tokyo, creata per gestire l'amministrazione del club in concomitanza con la trasformazione della squadra in un team completamente professionistico, con la nuova denominazione di Alvark Tokyo. 

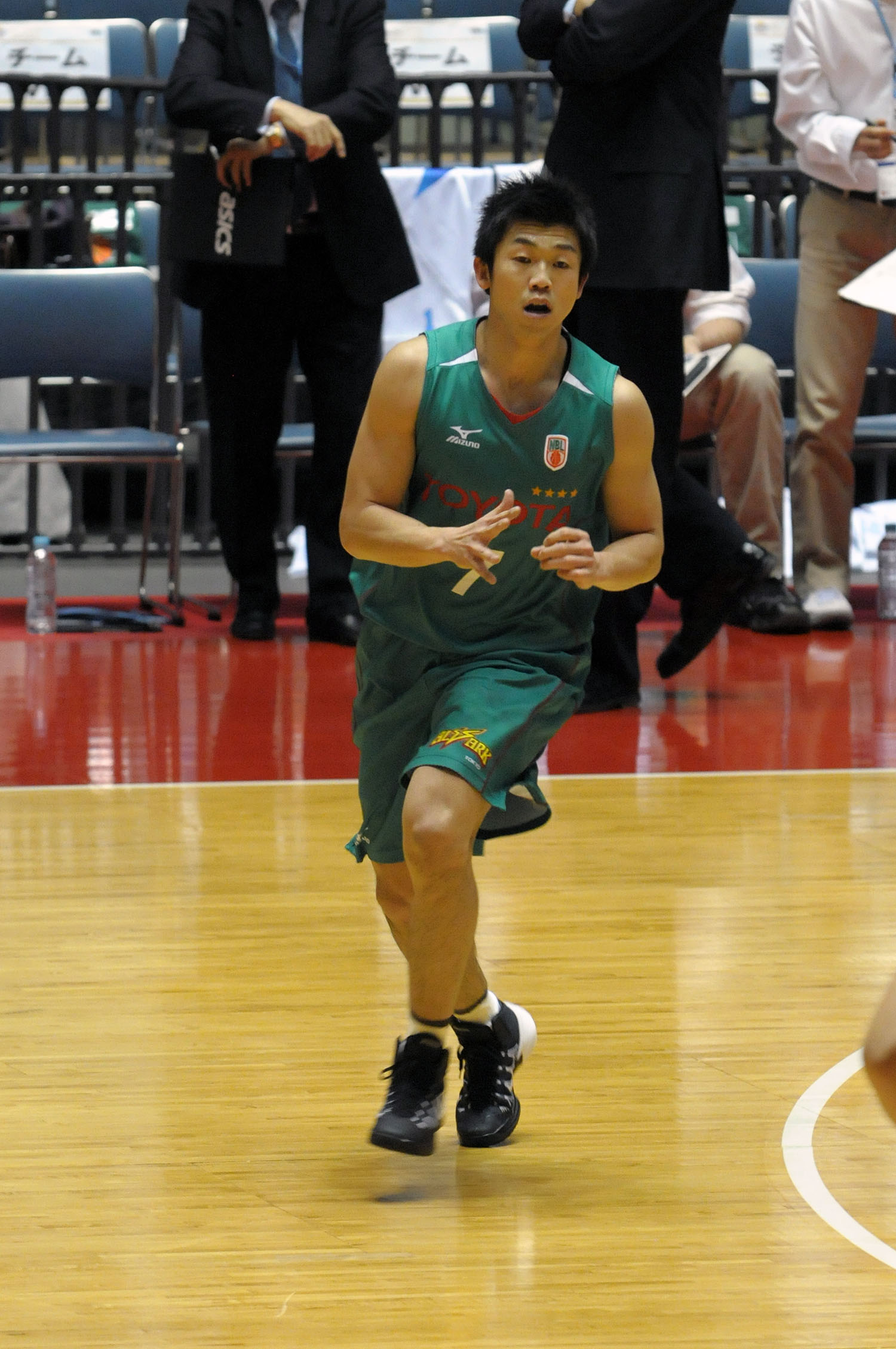
Takeki Shōnaka, giocatore della squadra dal 2007 al 2020.

Gli Alvark furono scelti per disputate la partita inaugurale della B1 League, disputata allo Yoyogi National Gymnasium il 22 settembre 2016, essendo stati 4 volte campioni della JBL/NBL ed avendo concluso al primo posto la classificata nella stagione 2015-16 della NBL, in cui giocarono contro i Ryukyu Golden Kings, quattro volte campioni della Bj league e vincitori del campionato 2015-16. La partita si concluse con la vittoria degli Alvark che si imposero per 80-75 sui Kings.
Dopo essere stati eliminati nelle semifinali play-off della B1 League nella prima stagione, gli Alvark nella stagione 2017-2018, dopo aver concluso al terzo posto la stagione regolare della propria conference, hanno raggiunto le finali per il titolo dove si imposero con il risultato di 85-60 sui Chiba J. Funabashi, conquistando così il loro primo titolo nella B1 League. Nella stagione successiva, la 2018-2019, la squadra è riuscita nuovamente ad arrivare alla sfida per l'assegnazione del titolo, e per il secondo anno consecutivo si è laureata campione del Giappone, sconfiggendo per la seconda edizione consecutiva i Chiba J. Funabashi, in questa occasione per 71-67.
Nel 2019 vince il suo primo titolo internazionale, la FIBA Asia Champions Cup, battendo nella finalissima di Bangkok la squadra del Libano dell'Al-Riyadi Club Beirut per 98-74, trascinati dal centro Alex Kirk che verrà nominato MVP della competizione. Gli Alvark grazie a questa successo diventarono la prima squadra giapponese a vincere il massimo torneo continentale per club; la squadra nell'edizione precedente, la 2018, aveva già sfiorato l'impresa perdendo in finale contro il club iraniano del Petrochimi di soli quattro punti.
Nella sua storia ha vinto anche la Coppa dell'Imperatore due volte, nel 2007 e nel 2012.

## Palmarès

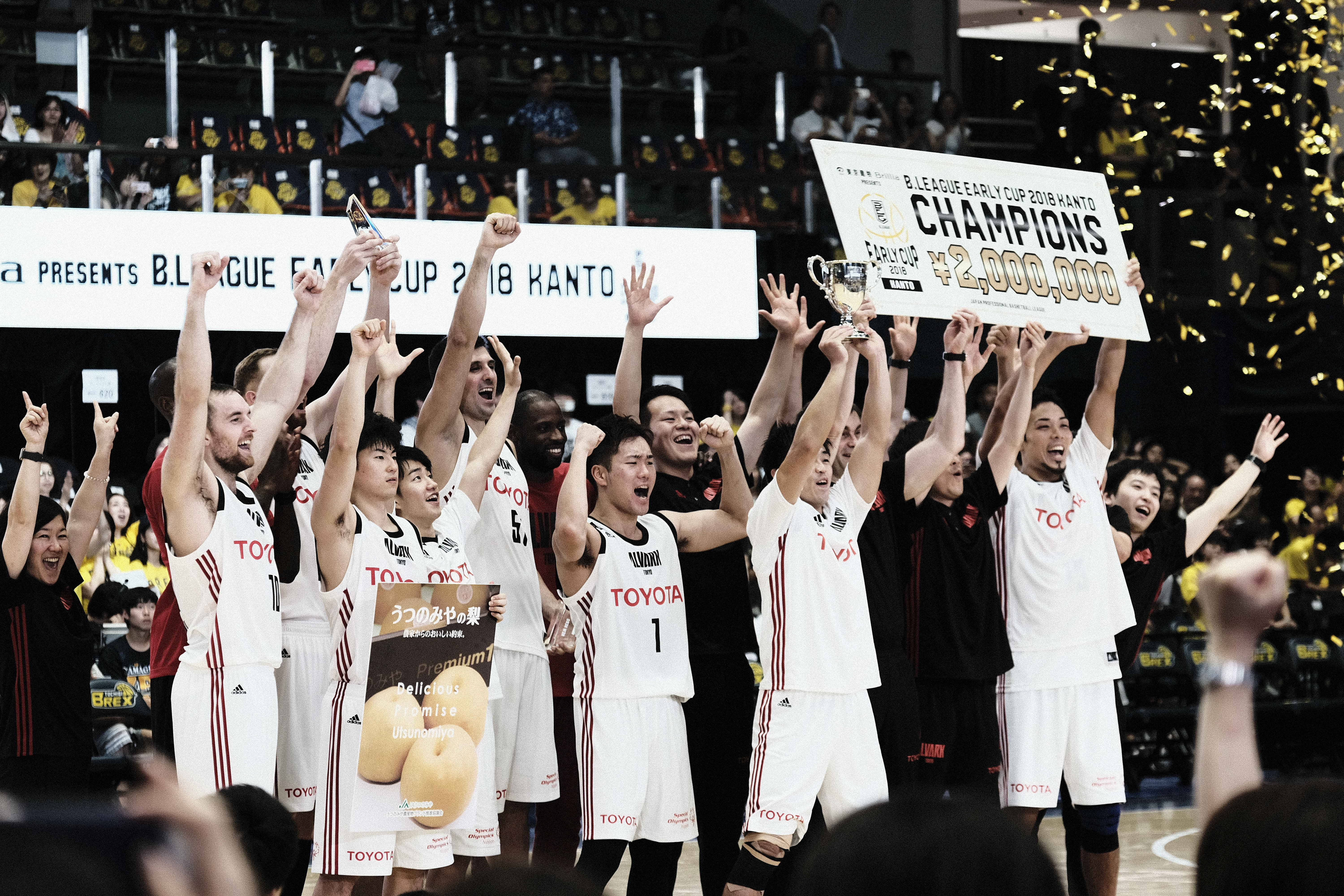
Gli Alvark mentre celebrano la vittoria della B League Early Cup 2018

### Competizioni nazionali
- B1 League: 2

2017-18, 2018-19
- Japan Basketball League: 1

2011-12
- JBL Super League: 3

2001-02, 2005-06, 2006-07
- Coppa dell'Imperatore: 2

2007, 2012

### Competizioni internazionali
- FIBA Asia Champions Cup: 1

2019

## Organico attuale
Organico per la stagione sportiva 2024-2025
| Roster Alvark Tokyo 2024-2025. | Roster Alvark Tokyo 2024-2025. |
| Giocatori                      | Staff tecnico                  |
| ------------------------------ | ------------------------------ |

| N. | Naz.                                         | Ruolo | Nome             | Anno | Alt.   | Peso   |  |
| -- | -------------------------------------------- | ----- | ---------------- | ---- | ------ | ------ |  |
| 00 | Stati Uniti (bandiera)                       | C     | Steve Zack       | 1992 | 211 cm | 109 kg |  |
| 1  | Giappone (bandiera)                          | PG    | Hiryu Okamoto    | 1993 | 170 cm | 69 kg  |  |
| 3  | Giappone (bandiera)                          | PG    | Kai Toews        | 1998 | 188 cm | 84 kg  |  |
| 8  | Giappone (bandiera)                          | AP    | Hirotaka Yoshii  | 1998 | 196 cm | 88 kg  |  |
| 9  | Giappone (bandiera)                          | G     | Shuto Ando       | 1994 | 190 cm | 82 kg  |  |
| 10 | Giappone (bandiera) · Stati Uniti (bandiera) | AP    | Zack Baranski    | 1992 | 193 cm | 95 kg  |  |
| 11 | Spagna (bandiera)                            | AG    | Sebas Saiz       | 1994 | 205 cm | 104 kg |  |
| 21 | Giappone (bandiera)                          | C     | Gen Hiraiwa      | 1997 | 200 cm | 98 kg  |  |
| 22 | Giappone (bandiera) · Stati Uniti (bandiera) | AG    | Ryan Rossiter    | 1989 | 206 cm | 111 kg |  |
| 23 | Brasile (bandiera)                           | AP    | Leonardo Meindl  | 1993 | 201 cm | 100 kg |  |
| 25 | Giappone (bandiera)                          | PG    | Kohei Fukuzawa   | 1993 | 177 cm | 75 kg  |  |
| 75 | Giappone (bandiera)                          | G     | Taiki Osakabe    | 1998 | 187 cm | 85 kg  |  |
| 77 | Lituania (bandiera)                          | C     | Artūras Gudaitis | 1993 | 208 cm | 115 kg |  |

| Allenatore |
| - Dainius Adomaitis |
| Assistente/i |
| - Uvis Helmanis - Takahiro Mori - Hiroki Iwabe - Ryo Tanaka - Yuki Yamaguchi - Kanji Ikebata - Kodai Taira Legenda - (C) Capitano - Infortunato Roster |

## Cestisti

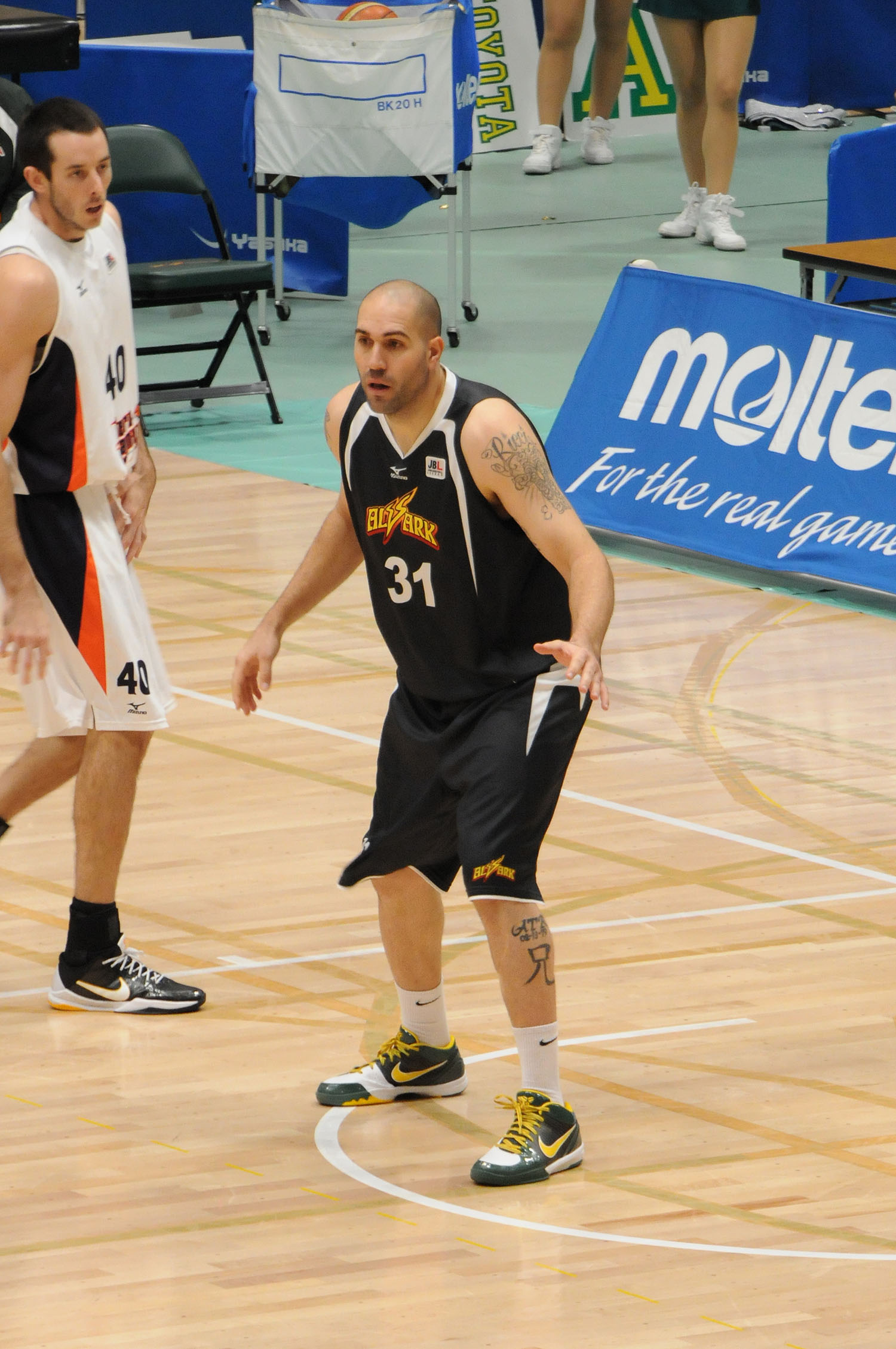
Philip Ricci, giocatore degli Alvark dal 2010 al 2014

### Giocatori famosi
- Tomoo Amino
- Seiya Ando
- Jeff Ayres
- Yudai Baba
- Clif Brown
- Wilbert Brown
- Louis Campbell
- Satoru Furuta
- Diante Garrett
- Jeff Gibbs
- Keishi Handa
- Tenketsu Harimoto
- Juaquin Hawkins
- Tom Hovasse
- Kei Igarashi
- Reina Itakura
- Brendan Lane
- Todd Lindeman
- Ricardo Marsh
- Keijuro Matsui
- Drew Naymick

- Charles O'Bannon
- Yusuke Okada
- Ryumo Ono
- Takehiko Orimo
- Doron Perkins
- Trent Plaisted
- Philip Ricci
- Satoshi Sakumoto
- Ryōta Sakurai
- Kazuhiro Shoji
- Richard Solomon
- Yuta Tabuse
- Michael Takahashi
- Joji Takeuchi
- Kosuke Takeuchi
- Daiki Tanaka
- Stephen Thompson
- Devin Uskoski
- Jawad Williams
- Howard Wright
- Daiji Yamada
- Milko Bjelica

## Allenatori

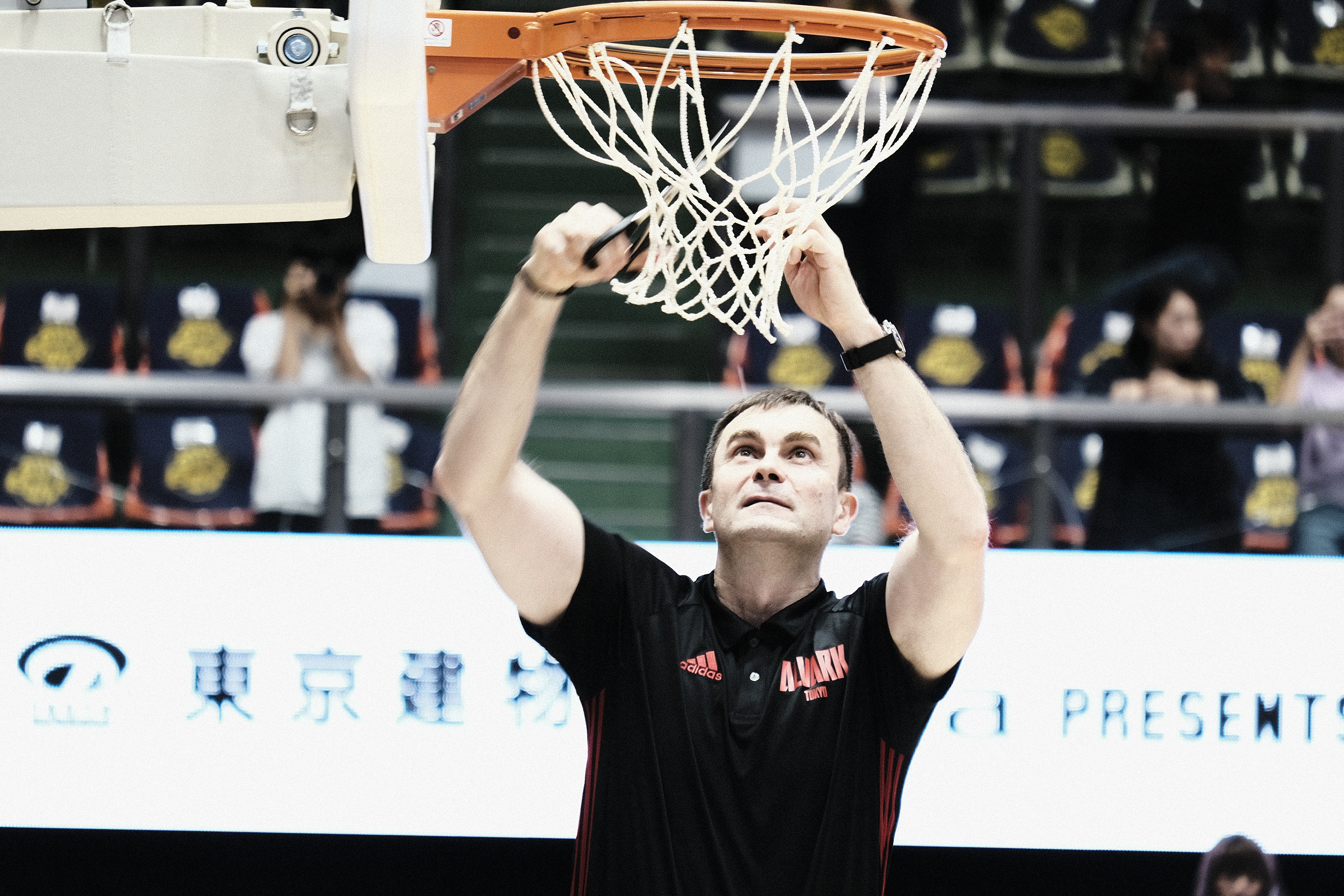
Luka Pavićević, l'allenatore cha ha condotto la squadra alla vittoria della FIBA Asia Champions Cup 2019

| Nome              | Periodo          | Trofei                                                         |
| ----------------- | ---------------- | -------------------------------------------------------------- |
| Shuji Ono         | 2000 - 2005      | 1 JBL Super League (2001-02)                                   |
| John Patrick      | 2005 - 2006      | 1 JBL Super League (2005-06)                                   |
| Torsten Loibl     | 2006 - 2008      | 1 JBL Super League (2006-07)                                   |
| Koju Munakata     | 2008 - 2010      |                                                                |
| Donald Beck       | 2010 - 2015      | 1 Japan Basketball League (2011-12)                            |
| Takuma Ito        | 2015 - 2017      |                                                                |
| Luka Pavićević    | 2017 - 2022      | 2 B.League (2017-18, 2018-19) 1 FIBA Asia Champions Cup (2019) |
| Dainius Adomaitis | 2022 - in carica |                                                                |